# 期間工
期間工（きかんこう）とは、自動車工場や家電工場、電子部品製造工場などで期間の定めのある労働契約を結んで従事する労働者である。基本的に雇用形態は契約社員である。

## 業務と待遇
採用において、学歴・職歴・資格・経験等は必要ないことがほとんどである。また、面接も簡素なものであることが多い。
基本的には、社会保険(健康保険、厚生年金、雇用保険等)に加入する。
業務内容は、製造現場での単調作業や流れ作業を担うことが多い。その他、倉庫作業や運搬、検査などの業務がある。
部品の組み立てに職人的な技術は要求されないが、2交代制や3交代制などのシフト勤務に加えて数時間の残業が半ば強要されるなど、勤務時間は不規則。募集条件に「期間工として従事した経験」を求める場合、期間途中での放棄をしない辛抱強さを判断する材料とされる。
ただし、手取賃金が比較的に高く、郊外にある工場の場合は家電や寝具を含む寮などの居住施設が無料もしくは廉価で提供される。
また、契約期間を満了すれば 全国20代・地方都市30代の年収をゆうに超える満了金（雇用期間満了毎に支給されるもの。一般的なボーナスに近い）のほか、帰路の旅費の支給など、労働者に対する待遇は良い傾向にあり、条件次第で正社員として採用するケースも存在する。
期間工は、高賃金、残業代、夜勤手当、入社祝い金などにより、短期間で高額を稼げるというメリットがある。
デメリットとしては、肉体労働や夜勤で体力の負担が大きい、契約が更新されない場合失業する、昇進やキャリア形成ができない等が挙げられる。

## 期間工の傾向
1980年代：季節工と呼ばれる農閑期の農業従事者による出稼ぎが大半を占める。
1990年代：バブル経済崩壊に伴い、フリーターや日系ブラジル人などの外国人労働者が増加。
2000年代：2004年製造業の派遣労働が解禁。
直接雇用の期間工、派遣期間工ともに減少する一方、経費削減のアウトソーシング指向や融通が利くなどの需要増加の一方で2005年前後の偽装請負やサブプライム危機、リーマン・ショック以降では大きく減少。
2010年代：ブラック企業、社畜といった雇用問題が表面化。自動車会社では第2次安倍内閣のアベノミクスに起因し、生産力増強と設備投資のリスク回避を要因に拡大。 若年や高学歴層を中心に広く性別問わず幅広い層から注目を集める。

## 期間工に焦点を当てた出版物
- 『自動車絶望工場—ある季節工の手記』著者：鎌田慧　講談社文庫 ISBN 4061830961